# Pedaliodes ferratilis
Pedaliodes ferratilis är en fjärilsart som beskrevs av Butler 1873. Pedaliodes ferratilis ingår i släktet Pedaliodes och familjen praktfjärilar. Inga underarter finns listade i Catalogue of Life.